# Station Philipsdorp Zuid
Station Philipsdorp Zuid (Pdz) is een voormalig station aan de spoorlijn Winterslag - Eindhoven. Het station werd geopend op 15 mei 1929 en gesloten op 15 oktober 1939. Vervolgens was het station heropend van 22 mei 1945 tot 9 juni 1951, als station van het werkliedenvervoer van Philips.